# Castorland
Castorland je vesnice v okrese Lewis County ve státě New York ve Spojených státech amerických. K roku 2010 zde žilo 351 obyvatel. S celkovou rozlohou 0,7 km² byla hustota zalidnění 501,43 obyvatel na km².